# Бельмондо, Поль (автогонщик)
Поль Алекса́ндр Бельмондо́ (фр. Paul Alexandre Belmondo, род. 23 апреля 1963, Иль-де-Франс, Франция) — французский автогонщик и актёр, был пилотом Формулы-1, сын знаменитого актёра Жан-Поля Бельмондо.
В Формуле-1 выступал в 1992 году за команду Марч и в сезоне 1994 года за команду Пасифик. Также участвовал: 12 раз в гонках 24 часа Ле-Мана (в 1985, 1987—89, 1993—96, 1999, 2001, 2004—05 годах), 5 раз в ралли Дакар (в 2001, 2003—06 годах, завершил гонку дважды), 5 раз в Андрос Трофи (в 1993—95, 2009—10 годах).
С 1990 года женат на Луане Бельмондо. В 2024 году пара развелась. Сыновья Алессандро (род. 1991), Виктор (род. 1993), Джакомо (род. 1998).

## Фильмография
- 1988: Баловень судьбы / Itinéraire d’un enfant gâté
- 1995: Отверженные / Les Misérables
- 2002: Ma femme s’appelle Maurice
- 2004: L’Espoir
- 2004: Vivre !
- 2004: Journée rouge
- 2004: Les Mythes urbains
- 2004: Rue des sans-papiers
- 2011: Славный городок / Beur sur la ville
- 2015: Belmondo par Belmondo («Бельмондо глазами Бельмондо») — стоминутный документальный фильм-интервью о жизни и творчестве отца — Жан-Поля Бельмондо.

## Результаты выступлений в Формуле-1
| Сезон | Команда                | Шасси        | Двигатель           | Ш | 1       | 2       | 3       | 4        | 5        | 6       | 7       | 8       | 9       | 10      | 11      | 12      | 13      | 14      | 15      | 16      | Место | Очки |
| ----- | ---------------------- | ------------ | ------------------- | - | ------- | ------- | ------- | -------- | -------- | ------- | ------- | ------- | ------- | ------- | ------- | ------- | ------- | ------- | ------- | ------- | ----- | ---- |
| 1992  | March F1               | March CG911  | Ilmor 2175A 3,5 V10 | G | ЮАР НКВ | МЕК НКВ | БРА НКВ | ИСП 12   | САН 13   | МОН НКВ | КАН 14  | ФРА НКВ | ВЕЛ НКВ | ГЕР 13  | ВЕН 9   | БЕЛ     | ИТА     | ПОР     | ЯПО     | АВС     | —     | 0    |
| 1994  | Pacific Grand Prix Ltd | Pacific PR01 | Ilmor 2175B 3,5 V10 | G | БРА НКВ | ТИХ НКВ | САН НКВ | МОН Сход | ИСП Сход | КАН НКВ | ФРА НКВ | ВЕЛ НКВ | ГЕР НКВ | ВЕН НКВ | БЕЛ НКВ | ИТА НКВ | ПОР НКВ | ЕВР НКВ | ЯПО НКВ | АВС НКВ | —     | 0    |